# Astropyga
Astropyga is een geslacht van zee-egels uit de familie Diadematidae.

## Kenmerken
De soorten in dit geslacht hebben relatief korte stekels.

## Leefwijze
Deze zee-egels eten voornamelijk algen en plankton, maar soms ook mosselen, kleine krabben, garnalen en roeipootkreeftjes.

## Soorten
- Astropyga magnifica A.H. Clark, 1934
- Astropyga nuptialis Tommasi, 1958
- Astropyga pulvinata (Lamarck, 1816)
- Astropyga radiata (Leske, 1778)

## Afbeeldingen

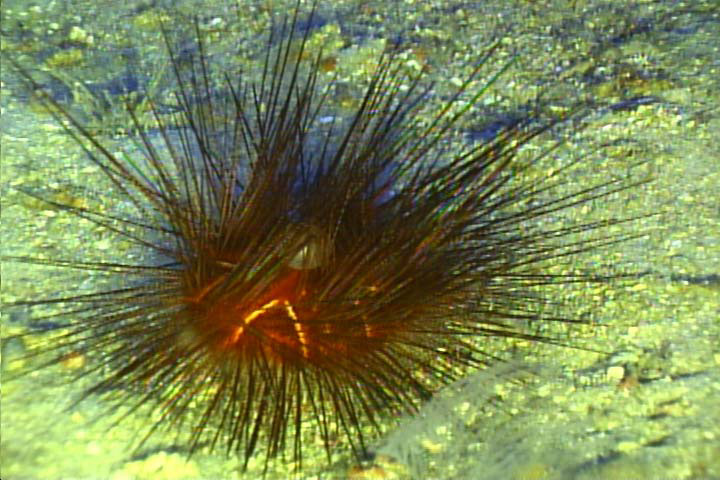
Astropyga magnifica.
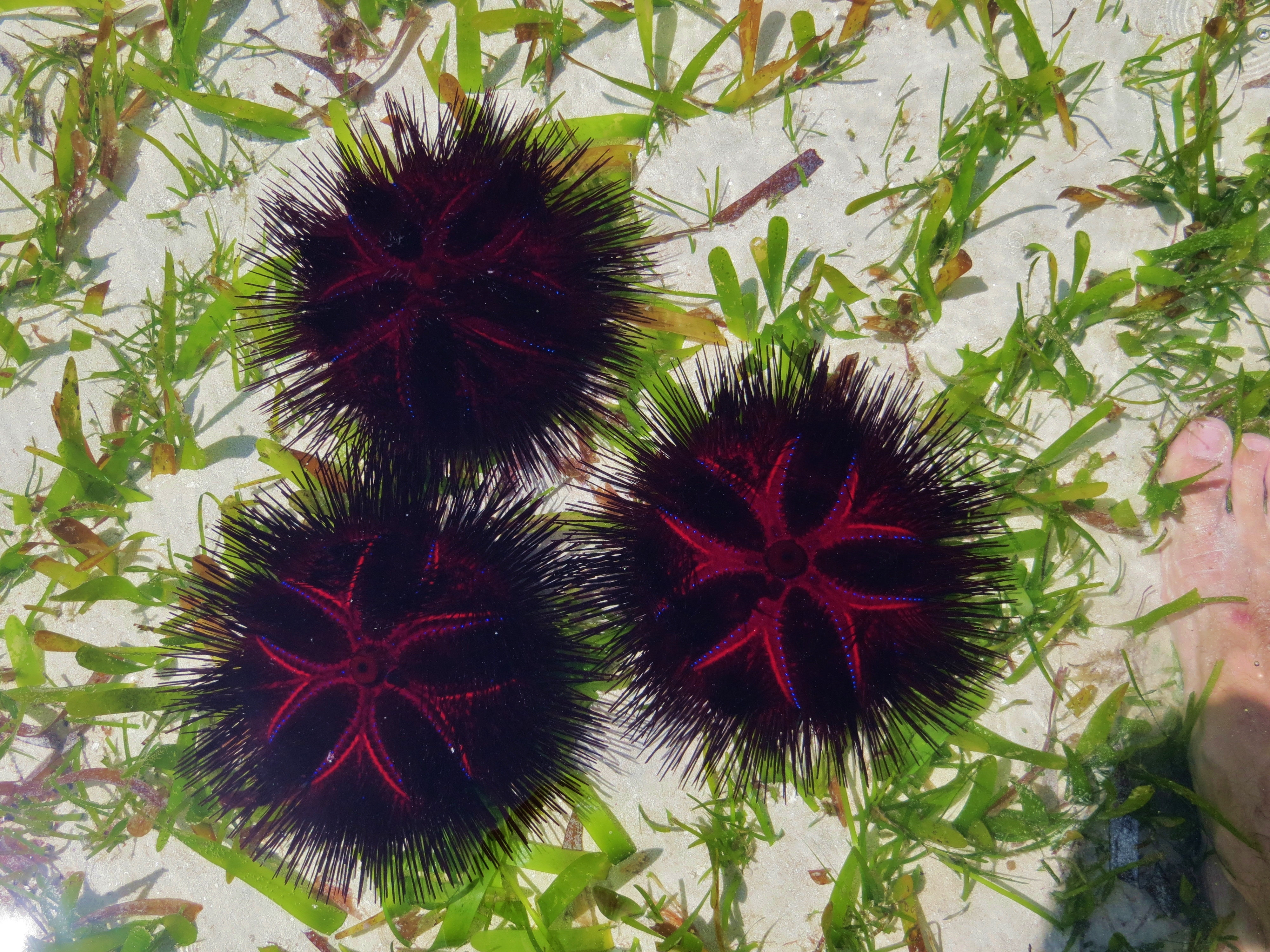
Groepje rode Astropyga radiata in Kenia.
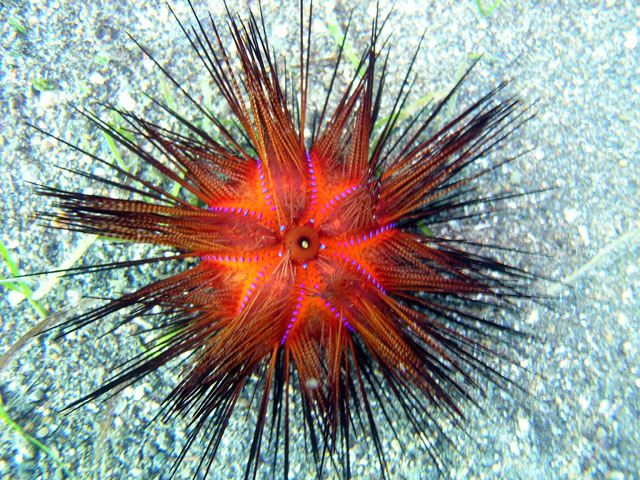
Een oranje Astropyga radiata in de Filipijnen.
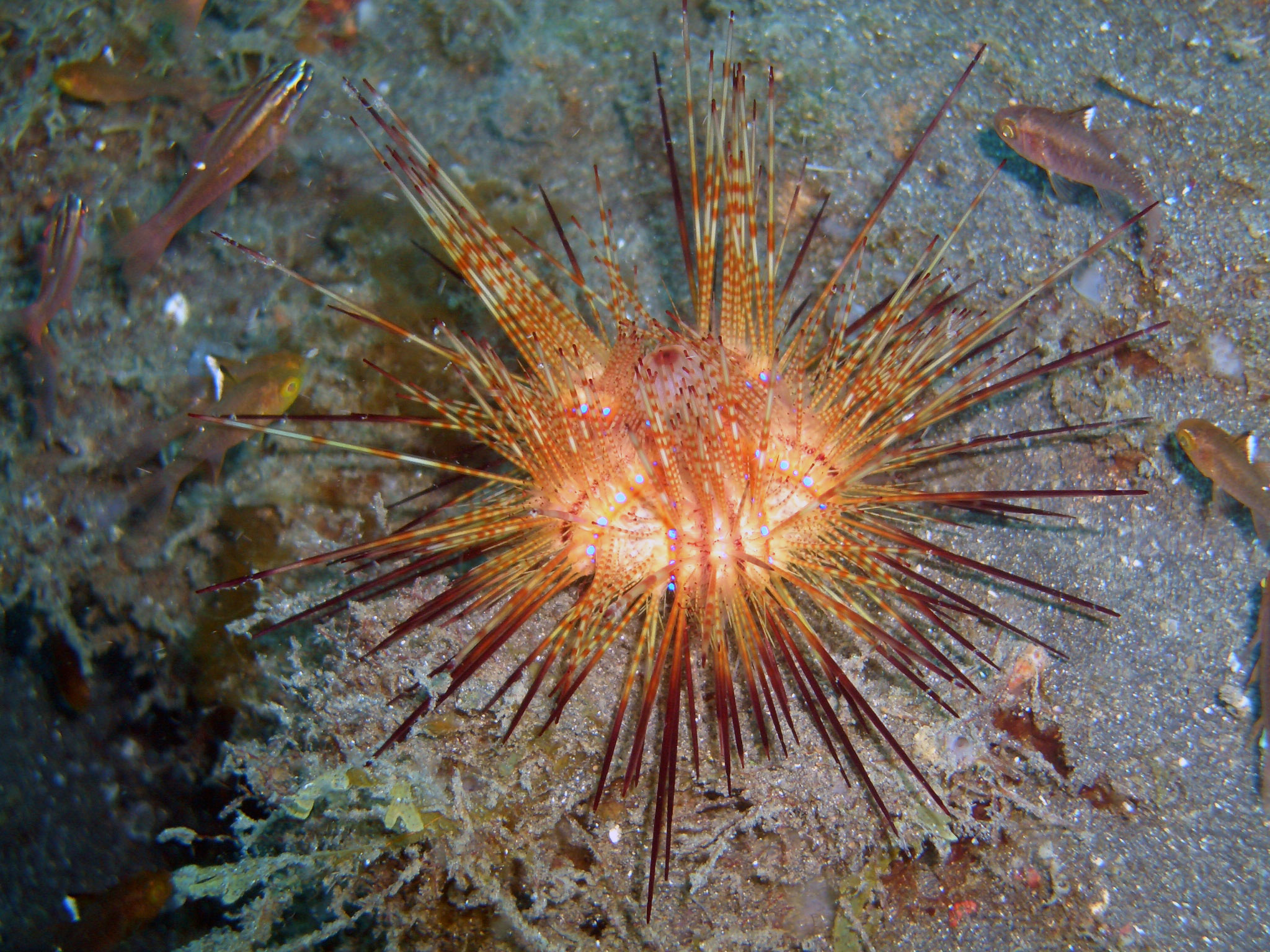
Een lichtgekleurde jonge Astropyga radiata.